# Кургино (Алёховщинское сельское поселение)
Кургино — деревня в Алёховщинском сельском поселении Лодейнопольского района Ленинградской области.

## История
Деревня Кургина упоминается на карте Санкт-Петербургской губернии Ф. Ф. Шуберта 1834 года.

КУРГИНО — деревня принадлежит Казённому ведомству, число жителей по ревизии: 28 м. п., 31 ж. п. (1838 год)

КУРЧИНО — деревня Ведомства государственного имущества, по просёлочной дороге, число дворов — 8, число душ — 12 м. п. (1856 год)

КУРГИНА — деревня казённая при реке Ояте, число дворов — 12, число жителей: 13 м. п., 13 ж. п. (1862 год)

В конце XIX — начале XX века деревня административно относилась к Суббочинской волости 3-го стана Новоладожского уезда Санкт-Петербургской губернии.
По данным «Памятной книжки Санкт-Петербургской губернии» за 1905 год деревня Кургино входила в Яровское сельское общество.
С 1917 по 1927 год деревня входила в состав Яровщинского сельсовета Суббочинской волости Новоладожского уезда.
В 1922 году население деревни составляло 143 человека.
С февраля 1927 года в составе Лодейнопольского уезда, с августа 1927 года в составе Шапшинской волости.
Согласно карте Ленинградской области Северо-западного аэрогеодезического треста ГГУ издания 1932 года деревня насчитывала 16 крестьянских дворов.
С 1930 года в составе Оятского района.
По данным 1933 года деревня Кургино входила в состав Яровщинского сельсовета Оятского района.

Деревня Кургино на карте РККА 1940 года

С 1955 года в составе Лодейнопольского района.
В 1958 году население деревни составляло 84 человека.
По данным 1966, 1973 и 1990 годов деревня Кургино также входила в состав Яровщинского сельсовета.
В 1997 году в деревне Кургино Яровщинской волости проживали 5 человек, в 2002 году — 7 человек (все русские).
В 2007 году в деревне Кургино Алёховщинского СП проживали 2 человека, в 2010 году — 9, в 2014 году — 7 человек.

## География
Деревня расположена в западной части района на левом берегу реки Оять на автодороге 41К-134 (Люговичи — Яровщина), в месте её примыкания к автодороге автодороге 41К-016 (Станция Оять — Плотично).
Расстояние до административного центра поселения — 20 км.
Расстояние до ближайшей железнодорожной станции Оять-Волховстроевский — 23 км.

## Демография
| 1838 | 1862 | 1922 | 1958 | 1997 | 2007 | 2010 |
| ---- | ---- | ---- | ---- | ---- | ---- | ---- |
| 59   | ↘26  | ↗143 | ↘84  | ↘5   | ↘2   | ↗9   |
| 2014 | 2015 | 2016 | 2017 |      |      |      |
| ↘7   | ↘6   | →6   | →6   |      |      |      |

### Национальный состав
Согласно данным Всероссийской переписи населения 2021 года в деревне проживали 6 человек, все русские.

## Инфраструктура
На 1 января 2014 года в деревне было зарегистрировано: хозяйств — 3, частных жилых домов — 29
На 1 января 2015 года в деревне зарегистрировано: хозяйств — 4, жителей — 6.